# Monique est demandée caisse 12
Monique est demandée caisse 12 est une pièce de théâtre de Raphaël Mezrahi créée en 2008, au Théâtre du Rond-Point à Paris, et mise en scène par Philippe Sohier.

## Résumé
Tandis qu'une star est attendue pour inaugurer un nouveau rayonnage à roulettes (Évelyne Leclercq, Jean Reno,...), le spectateur est entraîné dans la vie insipide d'employés d'un supermarché Casino et de leurs clients.

## Représentations
Le spectacle est d'abord joué au Théâtre du Rond-Point en 2008, puis se poursuit la saison suivante au Théâtre des Variétés à partir de mai 2009, avec une distribution changeante, Ginette Garcin et Évelyne Leclercq rejoignant par exemple le spectacle tout comme, certains soirs, des guests stars.
En mai 2010, le spectacle passe à La Cigale.

## Anecdotes
- À la fin du spectacle, chaque spectateur se voit remettre un sac de courses[3]
- Raphaël Mezrahi est réellement passionné par les supermarchés[4]